# Calydna hiria
Calydna hiria is een vlindersoort uit de familie van de prachtvlinders (Riodinidae), onderfamilie Riodininae.
Calydna hiria werd in 1824 beschreven door Godart.